# ふらっか〜ず
ふらっか〜ず (FRACKERS) は株式会社丸石サイクルから販売されている子ども乗せ専用自転車である。

## 概要
子どもを乗せて安全に走るために開発された子ども乗せ専用自転車であり、走行時のふらつきを抑えた構造となっている。子ども乗せ専用自転車としては国内初。2009年より幼児2人同乗用自転車（いわゆる3人乗り自転車）安全基準適合車。

## 構造
ハンドルの間に専用ベビーチェアを配置し、ハンドルの回転軸上に子供を乗せるため重心移動が少なく、従来のハンドルに引っ掛けるチャイルドシートを取り付けた自転車に比べてふらつきが少ない構造となっている。また同時に膝回りのスペースが広く取れるため、ガニ股こぎになりにくくなっている。
フレーム形状はまたぎやすいVL型フレームで、重量がかかるヘッドチューブは通常自転車の1.4倍の太さになっている。
車輪径はベビーチェアの位置を低くするため前輪が小さい。駐輪時の転倒を防止するためスタンドを立てるとハンドルの回転がロックする「ふらっか〜ずロック」を採用。

## 車名の由来
ふらつかない自転車から。「ふらつかず」のもじり。

## 歴史
- 1987年 - 当初、荷物をたくさん載せてもふらつかない自転車として発売。ベビーチェアはオプションとしての設定。
- 1991年 - オプションパーツだったベビーチェアを最初から取り付け子ども乗せ専用自転車として発売。同時期に創刊された育児雑誌「Como」（主婦の友社）とタイアップし車名も「ふらっか〜ずComo」に。
- 1993年 - 前輪を後輪より小さくしてベビーチェアの位置を低重心化。グッドデザイン賞受賞。
- 1995年 - フレームが一本のVLフレームになる。ベビーチェアも軽くて丈夫な樹脂素材を採用。
- 2008年 - キッズデザイン賞受賞。
- 2009年 - 幼児2人同乗用自転車（いわゆる3人乗り自転車）安全基準適合車である「ふらっか〜ずC2」発売。
- 2010年 - 幼児2人同乗用自転車（いわゆる3人乗り自転車）安全基準適合車である「ふらっか〜ずプリミヤ」「ふらっか〜ず」発売。

## 派生モデル
- ふらっか〜ずPaPa（製造終了）
- ふらっか〜ずComoアシスト（製造終了）
- ふらっか〜ずComoエッグ（製造終了）
- ふらっか〜ずComoコンパクト（製造終了）
- ふらっか〜ずショッピング（製造終了）
- ふらっか〜ずノンタン（製造終了）
- ふらっか〜ずComoクーラ（製造終了）
- ふらっか〜ずMAMA（製造終了）
- ふらっか〜ずペット（製造終了）
- ふらっか〜ずペットユーティリティー（製造終了）